# Gusztáv, a jó szomszéd
A Gusztáv, a jó szomszéd a Gusztáv című rajzfilmsorozat első évadának kilencedik epizódja.

## Rövid tartalom
Gusztáv mindent megtesz, hogy megtorolja a vélt sérelmeket.

## Alkotók
- Írta és rendezte: Jankovics Marcell
- Zenéjét szerezte: Pethő Zsolt
- Operatőr: Klausz Alfréd
- Hangmérnök: Bélai István
- Vágó: Czipauer János
- Rajzolták: Erdélyi Mari, Marsovszky Emőke, Spitzer Kati, Szoboszlay Péter
- Gyártásvezető: Bártfai Miklós, László Andor

Készítette a Pannónia Filmstúdió.